# Matin calme (film)
Pour les articles homonymes, voir Matin calme.
Pour plus de détails, voir Fiche technique et Distribution.
Matin calme est un court-métrage belge de fiction réalisé par Annick Ghijzelings en 2004.

## Fiche technique
- Réalisation : Annick Ghijzelings
- Scénario  : Annick Ghijzelings
- Image : Tony Malamatenios
- Son : Fred Meert
- Montage : Ludo Troch, Virginie Messiaen
- Production : Need Productions, Denis Delcampe, et Lumiere, Anemye Degryse.
- Avec le soutien du Centre du Cinéma de la Communauté française de Belgique et du Vlaams Audiovisueel Fonds

## Distribution
- Fabrice Boutique
- Jan Decleir : Jan
- Catherine Montondo : la femme de Jan

## Récompenses et distinctions
(août 2015).
Si vous disposez d'ouvrages ou d'articles de référence ou si vous connaissez des sites web de qualité traitant du thème abordé ici, merci de compléter l'article en donnant les références utiles à sa vérifiabilité et en les liant à la section « Notes et références ».
Le film a participé à de nombreux[réf. nécessaire] festivals de par le monde, remporté le Prix de la création[réf. nécessaire] au Festival en plein air de Grenoble 2005[Quoi ?] et a été diffusé sur Arte et la RTBF.